# Wieloton
Wieloton – dźwięk składający się z tonów o dowolnej częstotliwości.
Wyróżnia się następujące jego typy:
- Wieloton harmoniczny (współton) – dźwięk o określonej wysokości, złożony z alikwotów.
- Wieloton nieharmoniczny – dźwięk o przybliżonej wysokości, złożony ze składowych nieharmonicznych.